# Ana Cristina Silva
Ana Cristina Conceição da Silva (Vila Franca de Xira, 1964) é uma docente e escritora portuguesa, doutora em psicologia pelo ISPA, desde 1992. Já publicou vários romances.

## Biografia
Ana Cristina Silva é professora universitária, lecionando sobre a psicologia da linguagem e introduz seminário prático no ISPA - Instituto Universitário de Ciências Psicológicas, Sociais e da Vida. Após o seu doutorado em Psicologia Educacional pela Universidade do Minho, especializou-se na área da aprendizagem da leitura e escrita, desenvolvendo investigação no domínio das aquisições precoces da linguagem escrita, ortografia e produção textual. Tem obra científica publicada em Portugal e no estrangeiro. Para além disso, tem-se dedicado à criação literária.Tem artigos científicos publicados em revistas e obras coletivas portuguesas e estrangeiras. Em 2002, publicou o seu primeiro livro.

## Publicações
- Mariana, Todas as Cartas (2002)
- A Mulher Transparente (2003)
- Bela (2005)
- À Meia Luz (2006)
- As Fogueiras da Inquisição (2008)
- A Dama Negra da Ilha dos Escravos (2009)
- Crónica do Rei-Poeta Al- Um’Tamid (2010)
- Cartas Vermelhas (2010; Livro do ano do Expresso e finalista do Prémio Fernando Namora)
- Rei do Monte Brasil (2012; Finalista do Prémio SPA/RTP, e ganhou o Prémio Urbano Tavares Rodrigues)
- A Segunda Morte de Ana Carenina (2013)
- A Noite não É Eterna (2016)
- Salvação (2018)
- As Longas Noites de Caxias (2019)[3]
- À Procura da Manhã Clara (2022)